# Prison Bound
Prison Bound is het tweede studioalbum van de Amerikaanse punkband Social Distortion. Het album werd uitgegeven op 18 januari 1988 via het platenlabel Restless Records. Prison Bound is het eerste album van de band waar basgitarist John Maurer en drummer Christopher Reece aan hebben meegewerkt.
Muzikaal gezien ontleent het album invloeden uit de rock-'n-roll en countrymuziek, wat wordt gecombineerd met het oorspronkelijke punkgeluid van Social Distortion. De stijl van het album wordt ook wel als cowpunk omschreven.
In 1995, 2002 en 2010 werd het Prison Bound heruitgegeven door het platenlabel Time Bomb Recordings. In 2015 werd het album heruitgegeven door het label The Bicycle Music Company.

## Nummers
Het nummer "Back Street Girl" is een cover van de Britse rockband The Rolling Stones.
1. "It's the Law" - 2:38
2. "Indulgence" - 4:34
3. "Like an Outlaw (For You)" - 5:21
4. "Back Street Girl" - 4:22
5. "Prison Bound" - 5:24
6. "No Pain No Gain" - 3:42
7. "On My Nerves" - 4:23
8. "I Want What I Want" - 3:02
9. "Lawless" - 3:21
10. "Lost Child" - 4:18

## Band
- Mike Ness - zang, gitaar
- Dennis Danell - slaggitaar
- John Maurer - basgitaar, achtergrondzang
- Christopher Reece - drums